# Stefano Massini
Stefano Massini (Firenze, 22 settembre 1975) è uno scrittore, drammaturgo e personaggio televisivo italiano.
È noto soprattutto per la sua opera teatrale Lehman Trilogy, presentata per la prima volta nel 2009 e vincitrice di cinque Tony Award nel 2022, nonché per il romanzo Qualcosa sui Lehman, pubblicato nel 2016, e le sue collaborazioni con il quotidiano La Repubblica e le emittenti televisive Raitre e LA7.

## Biografia

### Infanzia e formazione
Dopo essersi diplomato al Liceo Ginnasio Dante di Firenze nel 1994, si laurea in lettere antiche all'Università di Firenze. A ventiquattro anni viene scelto come assistente ospite per due opere liriche internazionali presso il Maggio Musicale Fiorentino, e nel 2001 inizia la sua carriera come assistente volontario di Luca Ronconi al Piccolo Teatro di Milano, uno dei principali teatri italiani, dove peraltro collabora anche con altri prestigiosi registi e drammaturghi, dai quali viene stimolato a dedicarsi alla scrittura di nuovi testi.

### I primi anni
Inizia a sperimentare la scrittura scenica, vincendo importanti premi come il Flaiano (2005), il Vallecorsi (2004), il Fondi Lapastora (2004) e soprattutto nel settembre 2005 si aggiudica (con giuria presieduta da Franco Quadri) il Premio Tondelli a Riccione per l'opera originale L'odore assordante del bianco.
Nel 2006 debutta il suo “Processo a Dio” diretto da Sergio Fantoni e prodotto da La Contemporanea, con un cast capitanato da Ottavia Piccolo con cui Massini inizia un lungo sodalizio artistico negli anni (“La commedia di Candido” nel 2008, “Donna non rieducabile” nel 2007, “Arte del dubbio” nel 2009, “Enigma” nel 2011, “7 minuti” nel 2014, “Occident Express” 2017, “Eichmann” 2020, “Cosa Nostra spiegata ai bambini” 2022, “Matteotti anatomia di un fascismo” 2024). 
In Italia i suoi testi teatrali sono stati pubblicati da Ubulibri di Franco Quadri (Processo a Dio, Memorie del boia, La Fine Di Shavuoth, L’odore assordante del bianco, Trittico delle Gabbie, Donna non rieducabile. Memorandum su Anna Politkovskaja) e da Einaudi (Lehman Trilogy, 7 minuti, Stato contro Nolan). Nel 2007 vince il Premio Nazionale della Critica, nel 2013 vince il Premoio Ubu speciale per "il complesso della produzione drammaturgica".

### Il successo
Il successo internazionale, dopo alcuni testi già rappresentati in Francia, arriva con  Lehman Trilogy, un'opera teatrale tradotta in 38 lingue, rappresentata sui palcoscenici di tutto il mondo e celebrata da Broadway al West End di Londra (nel 2018-2019 nell'edizione diretta dal Premio Oscar Sam Mendes per il National Theatre di Londra è in cartellone a Londra al Piccadilly Theatre nel West End e all'Armory di New York, poi a Broadway, a Sydney in Australia, Los Angeles, San Francisco, Hong Kong), che,  prendendo spunto dagli eventi successivi alla crisi economica del 2008, racconta l'ascesa e il declino della dinastia Lehman, intrecciando temi economici, storici e familiari. In Italia viene portata sul palco in versione estesa per la prima volta nel 2015 da Luca Ronconi, raccogliendo un notevole successo di critica e pubblico e numerosi riconoscimenti, tra cui in Italia due Premi Ubu.
Al 2025, i testi di Stefano Massini risultano pubblicati, tradotti e rappresentati in questi paesi del mondo con le rispettive lingue: Italia, Svizzera, Austria, Francia, Lussemburgo, Paesi Bassi, Belgio, Spagna, Portogallo, Gran Bretagna, Irlanda, Germania, Danimarca, Norvegia, Svezia, Finlandia, Russia, Estonia, Lettonia, Lituania, Polonia, Slovacchia, Ungheria, Repubblica Ceca, Romania, Bulgaria, Moldavia, Georgia, Azerbaijan, Serbia, Croazia, Slovenia, Montenegro, Albania, Grecia, Cipro, Turchia, Israele, Libano, Iran, Algeria, Tunisia, Senegal, Marocco, Camerun, Sud Africa, Ciad, Stati Uniti d’America, Canada francofono, Canada anglofono, Argentina, Cile, Messico, Brasile, Perù, Colombia, Venezuela, Uruguay, Corea del Sud, Cina, India, Australia, Hong Kong, Giappone. 
Dal 2015 al 2020 è stato consulente artistico del Piccolo Teatro di Milano, sostituendo Luca Ronconi. Poi nel 2022, la produzione teatrale di Broadway ha ricevuto cinque Tony Award, consolidando Massini come una figura di rilievo nella drammaturgia contemporanea.
Tra le altre opere teatrali di Massini si ricordano:
- L'odore assordante del bianco (2005), vincitore del Premio Tondelli.
- Donna non rieducabile (2007), un monologo ispirato alla vita di Anna Politkovskaja.
- 7 minuti (2014), un'opera che esplora le dinamiche del lavoro e della solidarietà femminile
- Manhattan Project (2022), sulla nascita della bomba atomica
- Donald (2025), in cui si racconta con ironia e paradosso la vita di Donald J.Trump

Nel 2014, il suo 7 minuti debutta per la regia di Alessandro Gassmann, protagoniste undici attrici fra cui Ottavia Piccolo. Il testo, basato su un fatto di cronaca successo in Francia a 11 operaie, viene pubblicato da Einaudi nella collana teatro, e nel 2016 diventa anche un film diretto da Michele Placido, co-sceneggiato con l'autore e interpretato da un cast internazionale. Il film ha ricevuto il Premio Speciale Nastri d'Argento 2017. Nel 2020 il testo verrà prodotto dalla Comédie-Française, con la regia di Maëlle Poésy-Guichard.
Nel 2015, Lluís Pasqual dirige al Lliure di Barcellona le versioni catalane di Donna non rieducabile e Credoinunsolodio, testo che di lì a poco debutta anche per il Piccolo Teatro di Milano per la cura di Manuela Mandracchia, Sandra Toffolatti e Mariangeles Torres. A gennaio 2016 il TNN di Nizza presenta Terre noire, testo commissionato per la regia di Irina Brook, mentre la versione tedesca di Lehman Trilogy viene allestita contemporaneamente da sei teatri pubblici (nelle città di Monaco, Dresda, Colonia, Linz, Lucerna, Hannover). Il Rideau di Bruxelles produce la versione belga di Lehman Trilogy con la regia di Lorent Wanson, vincendo il premio della critica teatrale come spettacolo dell'anno. Una grande accoglienza di pubblico e critica è stata riscossa anche dalla versione spagnola prodotta dal Grec di Barcellona, per la regia di R. Romei.
Nel 2016 si colloca il debutto di Fabrizio Bentivoglio ne L'ora di ricevimento, con la regia di Michele Placido, mentre i palcoscenici stranieri vedono debuttare 7 nuove versioni di Credoinunsolodio (Germania, Svizzera, Algeria, Perù, Messico, Canada e Francia in un acclamato allestimento diretto da Arnaud Meunier con l'interpretazione di Rachida Brakni). Donna non rieducabile viene contemporaneamente allestito in Canada, Argentina, Perù e Messico.

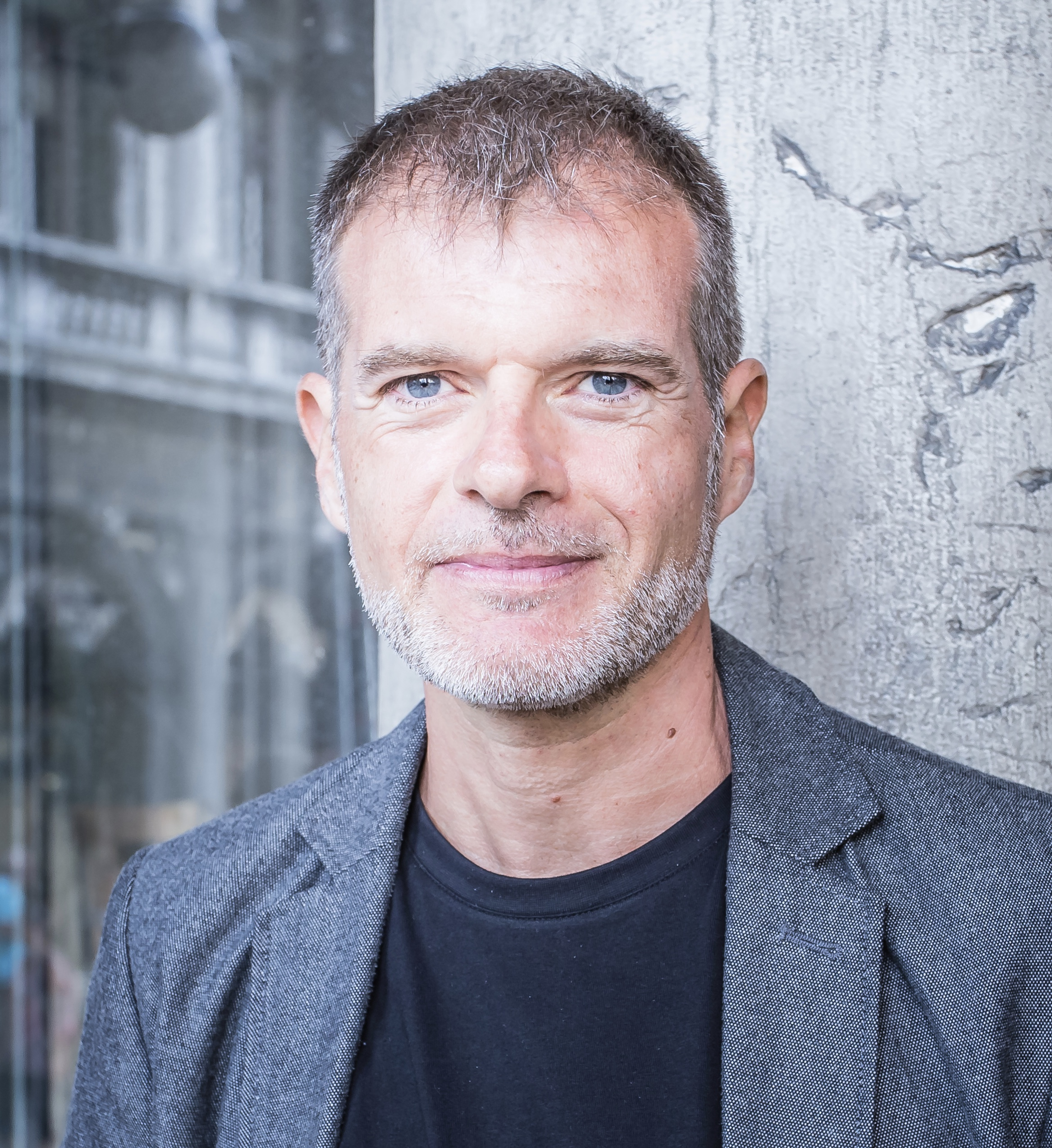
Stefano Massini alla cerimonia del Premio Campiello a Venezia nel settembre 2017.

Pubblica nel 2016 il romanzo Qualcosa sui Lehman, versione integrale da cui è stata tratta la drammaturgia, aggiudicandosi i Premi Super Mondello, Campiello Selezione Giuria, Premio De Sica, Premio Giusti e Premio Fiesole. In Francia, l'edizione francese pubblicata nel 2018, ha ricevuto il Prix Médicis e il Prix du meilleur livre étranger.
Nell'autunno 2017 esce il secondo romanzo per Mondadori L'interpretatore dei sogni. Anche da questo romanzo viene tratto uno spettacolo teatrale, diretto da Federico Tiezzi e in scena per il Piccolo Teatro di Milano.
Per Il Mulino ha pubblicato Lavoro (2016) e 55 giorni. L'Italia senza Moro (2018) da cui è stata tratta l'omonima trasmissione televisiva di e con Luca Zingaretti, in onda in prima serata su Rai 1 l'8 maggio 2018.
Altri suoi libri sono: Dizionario inesistente (Mondadori, 2018), Ladies Football Club (Mondadori, 2019) e Manuale di sopravvivenza. Messaggi in bottiglia d'inizio millennio (il Mulino, 2021).
Incontra l'attenzione del grande pubblico televisivo con i suoi racconti ogni giovedì sera in prima serata nella trasmissione Piazzapulita, condotta da Corrado Formigli su LA7.
Per il Concerto del Primo Maggio 2018 viene invitato a raccontare una delle sue storie sul tema del lavoro sul palco di Piazza San Giovanni in Laterano a Roma trasmesso in diretta su Rai 3. Tornerà ospite del Concertone anche nelle edizioni del 2019, 2023, 2024.
Collabora ai testi per la seconda edizione dell'evento show Danza con me di Roberto Bolle, prodotto e trasmesso da Rai 1 il 1º gennaio 2019. Nel tempo sviluppa una particolare amicizia con Adriano Celentano e viene da lui coinvolto come co-conduttore dello show Adrian nel 2019, progetto cui Massini poi non prende parte. 
Dopo la lunga collaborazione con il quotidiano La Repubblica (dal 2016), dal 6 luglio 2020 inizia a collaborare anche con il sito Repubblica.it, la versione online del quotidiano La Repubblica, curando la rubrica Parole in corso, nella quale ogni giorno espone in un video di circa due minuti l'etimologia di una parola o di un'espressione italiana.

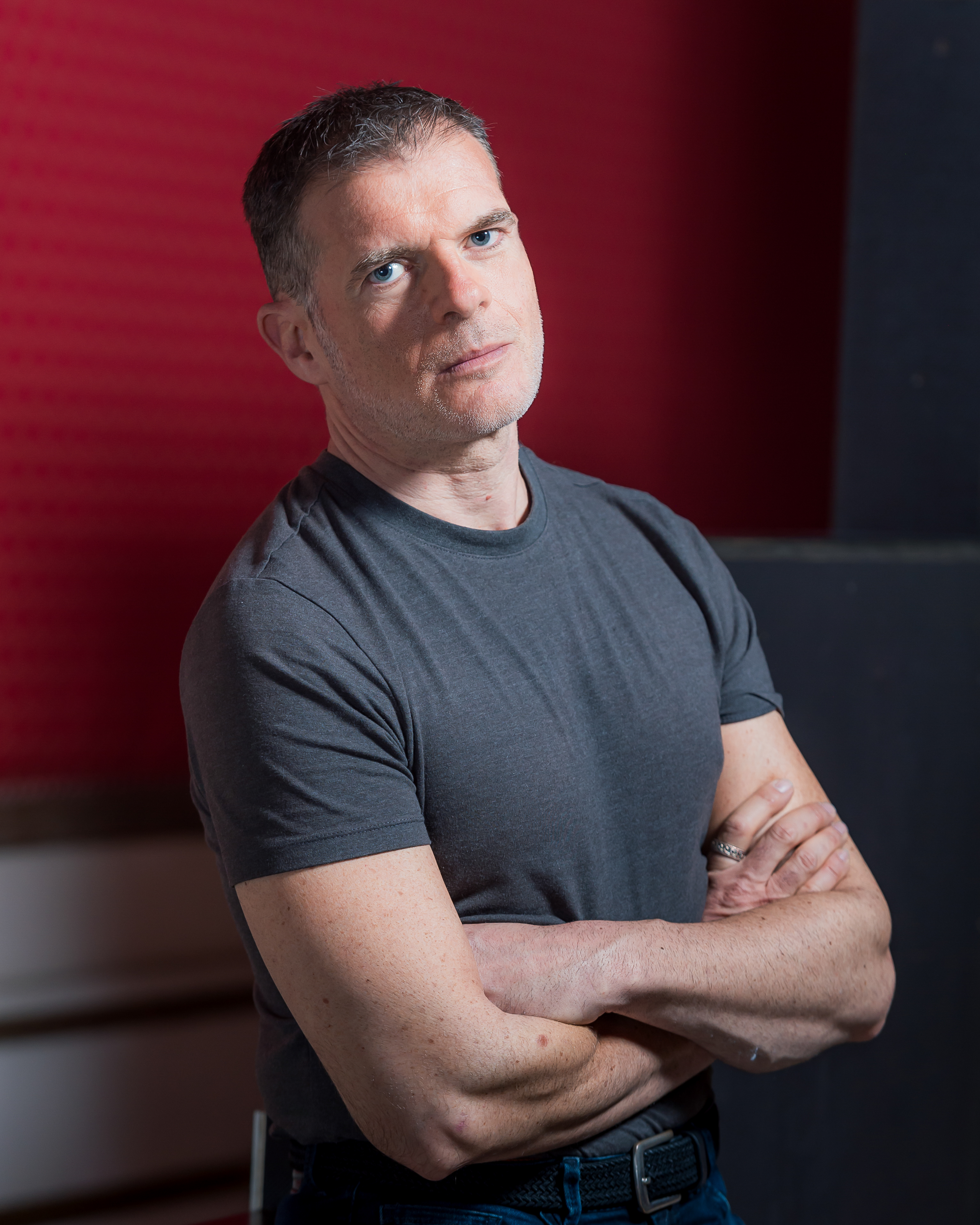
Stefano Massini nel dicembre 2023 fotografato da Filippo Manzini

Dal 12 dicembre 2020 conduce con Andrea Delogu, dal Teatro Sistina di Roma in prima serata su Rai 3, il programma Ricomincio da Raitre, dedicato alle difficoltà del mondo dello spettacolo durante la pandemia di COVID-19. Sempre durante il Covid viene chiamato da Vasco Rossi come ospite della versione tv su Raiuno del Concerto a Modena nel 2020.
Il 12 giugno 2022, Massini vince cinque Tony Award (su otto candidature totali) per Lehman Trilogy, diventando il primo autore italiano nella storia a vincere il premio statunitense.
L'8 febbraio 2024, partecipa come ospite alla terza serata del Festival di Sanremo, insieme a Paolo Jannacci, con cui interpreta il brano inedito, suddiviso in parte recitata e in parte cantata, intitolato L'uomo nel lampo, dedicato al tema delle morti bianche. Il brano, scritto da Massini e musicato da Jannacci e Maurizio Bassi, entra nella rosa dei 5 finalisti al Premio Tenco come migliore brano d’autore del 2024.
Dal 27 maggio 2024 conduce in access prime time su Rai 3 il programma Riserva indiana. Qui ospita ogni sera un cantante o cantautore diverso della scena italiana, e nelle tre edizioni partecipano fra gli altri Gianni Morandi, Fiorella Mannoia, Roberto Vecchioni, Fabio Concato, Vinicio Capossela, Piero Pelù, Achille Lauro, Malika Ayane, Noemi, Tosca, Ermal Meta, Francesco Gabbani, Lucio Corsi, Brunori Sas, Francesca Michielin, Paolo Benvegnù, Gaetano Curreri, Niccolò Fabi, Daniele Silvestri, i Coma-Cose, la Rappresentante di Lista, Paolo Jannacci, Luca Barbarossa, Vasco Brondi, Samuele Bersani, Big Mama.
L'11 gennaio 2025 la sindaca di Firenze Sara Funaro ha annunciato Stefano Massini nuovo direttore artistico del Teatro Nazionale della Toscana per un quinquennio.

## Produzioni e spettacoli teatrali
- Memorie del boia 2003[41]
- La fine di Shavuoth 2004
- L'odore assordante del bianco  2005
- Processo a Dio 2005
- Trittico delle gabbie[42]
  - Figlia di notaio 2005
  - Zona d'ombra 2006
  - Versione dei fatti 2008
- L'alba a mezzanotte 2006[43]
- Donna non rieducabile memorandum teatrale su Anna Politkovskaja  2007[44]
- La commedia di Candido 2008[45]
- Frankenstein, ossia il Prometeo moderno 2008[46]
- Enigma 2009, 2015
- L'Italia s'è desta 2009-2010
- Lehman Trilogy 2009-2012[47]
- Lo schifo. Omicidio non casuale di Ilaria Alpi nella nostra ventunesima regione 2010
- Credoinunsolodio 2011
- Before Hamlet ovvero tutto quello che William non scrisse[48] 2011
- Balkan Burger (è la storia di Razna che visse più volte) 2011-2012
- 7 minuti (consiglio di fabbrica)[49] 2013
- L'ora di ricevimento (banlieu)[50] 2016
- Point d’interrogation 2016
- Louise e Renée, liberamente tratto dalle Memorie di due giovani spose di Balzac 2016
- Il Vangelo secondo Judah 2017
- Occident express (Haifa è nata per star ferma)[51] 2017
- L’ultimo Decamerone 2017
- Cuore di cane, versione teatrale liberamente tratta dal romanzo di Michail Bulgakov, 2018
- L'alfabeto delle emozioni, 2020
- Ladies Football Club,2021
- Eichmann. Dove inizia la notte, 2022
- L'interpretazione dei sogni, 2024
- Titanic, ovvero la nave affonda ma l’orchestrina continua a suonare, 2024 [52]
- Mein Kampf, 2024
- Donald, storia molto più che leggendaria di un Golden Man, 2025

## Opere
- Dialoghi prima dell'alba. Quattro testi teatrali sulla pena capitale, Firenze, Vallecchi, 2004, ISBN 978-88-842-7033-7.
- Una quadrilogia. L'odore assordante del bianco, Processo a Dio, Memorie del boia, La fine di Shavuoth, Edizioni Ubulibri, 2006. ISBN 978-88-77482-78-5; Einaudi, Torino, 2017, ISBN 978-88-062-3417-1.
- Donna non rieducabile. Memorandum teatrale su Anna Politkovskaja , Edizioni Ubulibri, 2007, ISBN 978-88-77483-01-0
- Anna Politkovskaja, introduzione di Furio Colombo, prefazione di Elena Dundovich, accluso DVD, Edizioni Promomusic, 2009, ISBN 978-88-902950-8-9
- Trittico delle Gabbie. La gabbia (figlia di notaio), Zone d'ombra, Versione dei fatti, Edizioni Ubulibri, 2009, ISBN 978-88-77483-14-0
- Io non taccio. Prediche di Girolamo Savonarola , con Don Andrea Gallo, introduzione di Riccardo Bruscagli, accluso DVD, Edizioni Promomusic, 2011, ISBN 978-88-96809-07-5
- Lo Schifo. Omicidio non casuale di Ilaria Alpi nella nostra ventunesima regione, prefazione di Walter Veltroni, postfazione di Mariangela Gritta Grainer, Edizioni Promomusic, 2012. ISBN 978-88-96-809129
- Quattro storie. Balkan Burger, credoinunsolodio, Processo a Dio, La fine di Shavuoth, prefazione di Gianandrea Piccioli, scritti introduttivi di Gioele Dix, Andrea Nanni, Moni Ovadia, Ottavia Piccolo, Titivillus, 2013, ISBN 978-88-7218-362-5
- Lehman Trilogy, prefazione di Luca Ronconi, Collezione di teatro, Einaudi, Torino, 2014, ISBN 978-88-062-1633-7[53]
- 7 minuti. Consiglio di fabbrica, Collezione di teatro, Einaudi, Torino, 2015, ISBN 978-88-062-2450-9
- Lavoro, Collana Parole controtempo, Bologna, Il Mulino, 2016, ISBN 978-88-15-26424-4.
- Qualcosa sui Lehman, Collana Scrittori italiani e stranieri, Milano, Mondadori, 2016, ISBN 978-88-04-65899-3.
- Un Quaderno Rosa, Il Dondolo, 2017
- L'interpretatore dei sogni, Collana Scrittori Italiani e Stranieri, Milano, Mondadori, 2017, ISBN 978-88-046-7889-2.
- 55 giorni. L'Italia senza Moro, Bologna, Il Mulino, 2018, ISBN 978-88-15-27826-5.
- Dizionario inesistente, Collana Scrittori italiani e stranieri, Milano, Mondadori, 2018, ISBN 978-88-0470-873-5.
- Stato contro Nolan (un posto tranquillo), Collezione di teatro, Torino, Einaudi, 2019, ISBN 978-88-062-4231-2.
- Ladies Football Club, Collana Scrittori italiani e stranieri, Milano, Mondadori, 2019, ISBN 978-88-0471-954-0.
- Eichmann. Dove inizia la notte. Un dialogo fra Hannah Arendt e Adolf Eichmann. Atto unico, Roma, Fandango Libri, 2020, ISBN 978-88-604-4659-6.
- Manuale di sopravvivenza. Messaggi in bottiglia d'inizio millennio, Prefazione di Sabino Cassese, Collana Intersezioni, Bologna, Il Mulino, 2021, ISBN 978-88-15-29249-0.
- Manhattan Project, Collezione di teatro n.459, Torino, Einaudi, 2023, ISBN 978-88-062-6017-0.
- Mein Kampf da Adolf Hitler, Collezione di teatro n.467, Torino, Einaudi, 2024, ISBN 978-88-062-6396-6.
- Donald. Storia molto piú che leggendaria di un Golden Man, Collana Supercoralli, Torino, Einaudi, 2025, ISBN 978-88-062-7039-1.

## Podcast
- Il racconto di Stefano Massini, di Stefano Massini, di Piazzapulita
- Le piazze raccontano, di Stefano Massini, prodotto da Frame-Festival della Comunicazione, 2021

## Riconoscimenti

### Teatro
- Tony Award
  - 2022 – Migliore opera teatrale per Lehman Trilogy[54]
- Premio Laurence Olivier
  - 2019 – Candidatura alla migliore nuova opera teatrale per Lehman Trilogy
- Premio Ubu
  - 2012/13 – Premio speciale[55]
  - 2014/15 – Miglior spettacolo per Lehman Trilogy
  - 2014/15 – Nuovo testo italiano o ricerca drammaturgica per Lehman Trilogy
- Premio Flaiano per il teatro
  - 2004 – Miglior autore per Quel che resta del mio giorno[56][57]
- Premio Riccione “Pier Vittorio Tondelli”
  - 2005 – Miglior autore under 30 per L'odore assordante del bianco[58]

### Letteratura
- 2017 – Premio Campiello Selezione Giuria dei Letterati per Qualcosa sui Lehman[59]
- 2017 – Super Mondello per Qualcosa sui Lehman[60]
- 2017 – Premio Vittorio De Sica per la letteratura[61]
- 2018 – Prix Médicis per Les Frères Lehman[62]
- 2018 – Prix du Meilleur livre étranger per Les Frères Lehman[62]